# San Juan Texcalpan
San Juan Texcalpan är en ort i Mexiko.   Den ligger i kommunen Atlatlahucan och delstaten Morelos, i den sydöstra delen av landet, 60 km söder om huvudstaden Mexico City. San Juan Texcalpan ligger 1 603 meter över havet och antalet invånare är 1 162.
Terrängen runt San Juan Texcalpan är kuperad norrut, men söderut är den platt. Runt San Juan Texcalpan är det tätbefolkat, med 613 invånare per kvadratkilometer. Närmaste större samhälle är Cuautla Morelos, 13,9 km söder om San Juan Texcalpan. Omgivningarna runt San Juan Texcalpan är en mosaik av jordbruksmark och naturlig växtlighet.